# Wicked Lovely

Wicked Lovely est un roman de fantasy urbaine pour jeunes rédigé par Melissa Marr. Il a été publié par HarperTeen, une division de HarperCollins, en juin 2007. Il a été traduit en français, en allemand, en danois, en espagnol et en italien. Au départ, il s'agissait d'une courte histoire (The Sleeping Girl), mais l'auteure a décidé de le rallonger pour en faire un roman dans le but de mieux développer les personnages. Elle a complété son travail en quatre mois avant de le soumettre à son agent en janvier 2006. En mars, le roman a été accepté pour publication.